# Lauri Parkkinen
Lauri Rikhard «Lassi» Parkkinen  (né le 8 mai 1917 à Varkaus en Savonie du Nord en Finlande et mort le 3 octobre 1994 à Espoo en Uusimaa en Finlande) est un patineur de vitesse finlandais.

## Palmarès

### Jeux olympiques d'hiver
- Jeux olympiques d'hiver de 1948 à Saint-Moritz,  Suisse
  - 16e du 500 mètres
  - 4e du 1 500 mètres
  - 9e du 5 000 mètres
  -  Médaille d'argent du 10 000 mètres

- Jeux olympiques d'hiver de 1952 à Oslo,  Norvège
  - Chute au 500 mètres
  - 6e du 1 500 mètres
  - 8e du 10 000 mètres